# Глізе 876 e
Глізе 876 e (англ. Gliese 876 e) — екзопланета, що обертається навколо зорі Глізе 876 в сузір'ї Водолія.

Орбіти планет Глізе 876. Глізе 876 е найдальша планета від зорі

Відкрито 2010 року за допомогою тривалих вимірів променевої швидкості зорі, які були зроблено в гавайській обсерваторії ім. Кека.
Екзопланета перебуває в резонансі Лапласа 1:2:4 з планетами Глізе 876 c і Глізе 876 b: на кожен оберт планети е припадає два повних оберти планети b і чотири оберти планети с. Таке поєднання — другий відомий випадок після орбітального резонансу супутників Юпітера: Іо, Європа і Ганімед.
Глізе 876 е має масу, близьку до маси Урана (у 13,4 раз більше Землі). Період обертання навколо зорі становить 124 дні. Хоча період обертання планети більший, ніж Меркурія, однак внаслідок меншої маси зорі, велика піввісь орбіти екзопланети дещо менша меркуріанської. На відміну від Меркурія, Глізе 876 е обертається практично по круговій орбіті з ексцентриситетом 0,055±0,012.